# Colombia Oro y Paz de 2018
A 1.ª edição da carreira ciclista Colombia Oro y Paz disputou-se na Colômbia entre o 6 e 11 de fevereiro de 2018 e iniciou com um circuito urbano na cidade de Palmira (Vale do Cauca) e finalizou na cidade de Manizales. A carreira consistiu de um total de 6 etapas e percorreu os departamentos do Vale do Cauca, Cauca, Risaralda, Quindío e Caldas sobre uma distância total de 947,5 quilómetros.
A carreira faz parte do UCI America Tour de 2018 baixo a categoria 2.1 sendo a quinta competição deste Circuito Continental UCI para a temporada de 2018 e foi vencida pelo ciclista colombiano Egan Bernal do Team Sky. O pódio completaram-no os ciclistas Nairo Quintana do Movistar Team e Rigoberto Urán do EF Education First-Drapac.

## Equipas participantes
Tomaram a partida um total de 25 equipasdos quais 4 foram UCI WorldTeam, 9 Profissionais Continentais, 9 Continentais e 3 selecções nacionais, quem conformaram um pelotão de 150 ciclistas dos quais terminaram 138:
| Equipes WorldTeam (4)- EF Education First-Drapac p/b Cannondale - Movistar Team - Quick-Step Floors - Sky Equipes profissionais Continentais (9)- Androni Giocattoli-Sidermec - Bardiani CSF - Burgos-BH - CCC Sprandi Polkowice - Euskadi Basque Country-Murias - Holowesko-Citadel - Israel Cycling Academy - Manzana Postobón - UnitedHealthcare Equipes Continentais (9)- Asociación Civil Agrupación Virgen de Fátima - Bicicletas Strongman - Coldeportes Zenú - EPM - GW Shimano - Illuminate - Medellín-Éxito - Orgullo Paisa - Trevigiani Phonix-Hemus 1896 Equipes nacionais (3)- Colômbia - Itália - Rússia |
| |

## Etapas
O percurso definitivo e a distância da cada uma das etapas foi o seguinte:
| Etapa | Data    | Percurso                                                            | type            | Distância (km) | Vencedor           | Líder geral        |
| ----- | ------- | ------------------------------------------------------------------- | --------------- | -------------- | ------------------ | ------------------ |
| 1     | 6 fev.  | Palmira – Palmira                                                   | etapa plana     | 99,9           | Fernando Gaviria   | Fernando Gaviria   |
| 2     | 7 fev.  | Palmira (Vale do Cauca)\|Palmira – Santander de Quilichao – Palmira | etapa escarpada | 183,4          | Fernando Gaviria   | Fernando Gaviria   |
| 3     | 8 fev.  | Palmira (Vale do Cauca)\|Palmira – Riopaila – Guadalajara de Buga   | etapa plana     | 163,2          | Fernando Gaviria   | Fernando Gaviria   |
| 4     | 9 fev.  | Guadalajara de Buga – Santa Rosa de Cabal (Mirador El Tambo)        | média montanha  | 149,5          | Julian Alaphilippe | Julian Alaphilippe |
| 5     | 10 fev. | Pereira – Salento                                                   | média montanha  | 163,7          | Rigoberto Urán     | Nairo Quintana     |
| 6     | 11 fev. | Armênia – Manizales                                                 | alta montanha   | 187,8          | Dayer Quintana     | Egan Bernal        |

Nota: De acordo com o percurso aprovado pela UCI, o início da prova estava inicialmente programado desde a cidade de Popayán no departamento do Cauca, mas devido à pouca disponibilidade da hotelería 5 estrelas em dita cidade para a data, se reprogramó o arranque da carreira desde a cidade de Palmira (Vale do Cauca)

## Desenvolvimento da carreira

### 1.ª etapa
| Palmira - Palmira | etapa plana | (99,9 km) |

| \| Classificação por etapas \| Classificação por etapas \| Classificação por etapas \| Classificação por etapas \| Classificação por etapas \| \| Ciclista \| Ciclista \| Equipe \| Tempo \| \| \| ------------------------ \| ------------------------ \| ---------------------------- \| ------------------------ \| ------------------------ \| \| 1. \| Fernando Gaviria \| Quick-Step Floors \| 2h07m05s \| \| \| 2. \| Juan Sebastián Molano \| Manzana Postobón \| + 0s \| \| \| 3. \| Maximiliano Richeze \| Quick-Step Floors \| + 0s \| \| \| 4. \| Matteo Malucelli \| Androni Giocattoli-Sidermec \| + 0s \| \| \| 5. \| Álvaro Hodeg \| Quick-Step Floors \| + 0s \| \| \| 6. \| Andrea Guardini \| Bardiani CSF \| + 0s \| \| \| 7. \| Paweł Franczak \| CCC Sprandi Polkowice \| + 0s \| \| \| 8. \| Davide Viganò \| Itália \| + 0s \| \| \| 9. \| Manuel Peñalver \| Trevigiani-Phonix-Hemus 1896 \| + 0s \| \| \| 10. \| Miguel Bryon \| Holowesko Citadel \| + 0s \| \| |                       |                              |          |
| |                       |                              |          |
| |                       |                              |          |
| Classificação por etapas |                       |                              |          |
| Ciclista | Ciclista              | Equipe                       | Tempo    |
| 1. | Fernando Gaviria      | Quick-Step Floors            | 2h07m05s |
| 2. | Juan Sebastián Molano | Manzana Postobón             | + 0s     |
| 3. | Maximiliano Richeze   | Quick-Step Floors            | + 0s     |
| 4. | Matteo Malucelli      | Androni Giocattoli-Sidermec  | + 0s     |
| 5. | Álvaro Hodeg          | Quick-Step Floors            | + 0s     |
| 6. | Andrea Guardini       | Bardiani CSF                 | + 0s     |
| 7. | Paweł Franczak        | CCC Sprandi Polkowice        | + 0s     |
| 8. | Davide Viganò         | Itália                       | + 0s     |
| 9. | Manuel Peñalver       | Trevigiani-Phonix-Hemus 1896 | + 0s     |
| 10. | Miguel Bryon          | Holowesko Citadel            | + 0s     |

| \| Classificação geral \| Classificação geral \| Classificação geral \| Classificação geral \| Classificação geral \| \| Ciclista \| Ciclista \| Equipe \| Tempo \| \| \| ------------------- \| --------------------- \| --------------------------- \| ------------------- \| ------------------- \| \| 1. \| Fernando Gaviria \| Quick-Step Floors \| 2h06m55s \| \| \| 2. \| Miguel Ángel Rubiano \| Coldeportes-Zenú \| + 1s \| \| \| 3. \| Juan Sebastián Molano \| Manzana Postobón \| + 4s \| \| \| 4. \| Maximiliano Richeze \| Quick-Step Floors \| + 6s \| \| \| 5. \| Rafael Montiel \| Orgullo Paisa \| + 7s \| \| \| 6. \| Simon Pellaud \| Illuminate \| + 7s \| \| \| 7. \| Jetse Bol \| Manzana Postobón \| + 8s \| \| \| 8. \| Jonathan Clarke \| UnitedHealthcare \| + 9s \| \| \| 9. \| Matteo Malucelli \| Androni Giocattoli-Sidermec \| + 10s \| \| \| 10. \| Álvaro Hodeg \| Quick-Step Floors \| + 10s \| \| |                       |                             |          |
| |                       |                             |          |
| |                       |                             |          |
| Classificação geral |                       |                             |          |
| Ciclista | Ciclista              | Equipe                      | Tempo    |
| 1. | Fernando Gaviria      | Quick-Step Floors           | 2h06m55s |
| 2. | Miguel Ángel Rubiano  | Coldeportes-Zenú            | + 1s     |
| 3. | Juan Sebastián Molano | Manzana Postobón            | + 4s     |
| 4. | Maximiliano Richeze   | Quick-Step Floors           | + 6s     |
| 5. | Rafael Montiel        | Orgullo Paisa               | + 7s     |
| 6. | Simon Pellaud         | Illuminate                  | + 7s     |
| 7. | Jetse Bol             | Manzana Postobón            | + 8s     |
| 8. | Jonathan Clarke       | UnitedHealthcare            | + 9s     |
| 9. | Matteo Malucelli      | Androni Giocattoli-Sidermec | + 10s    |
| 10. | Álvaro Hodeg          | Quick-Step Floors           | + 10s    |

### 2.ª etapa
| Palmira - Palmira | etapa escarpada | (183,4 km) |

| \| Classificação por etapas \| Classificação por etapas \| Classificação por etapas \| Classificação por etapas \| Classificação por etapas \| \| Ciclista \| Ciclista \| Equipe \| Tempo \| \| \| ------------------------ \| ------------------------ \| ---------------------------- \| ------------------------ \| ------------------------ \| \| 1. \| Fernando Gaviria \| Quick-Step Floors \| 3h49m30s \| \| \| 2. \| Juan Sebastián Molano \| Manzana Postobón \| + 0s \| \| \| 3. \| Matteo Malucelli \| Androni Giocattoli-Sidermec \| + 0s \| \| \| 4. \| Andrea Guardini \| Bardiani CSF \| + 0s \| \| \| 5. \| Mihkel Räim \| Israel Cycling Academy \| + 0s \| \| \| 6. \| Davide Viganò \| Itália \| + 0s \| \| \| 7. \| Martin Laas \| Illuminate \| + 0s \| \| \| 8. \| John Murphy \| Holowesko Citadel \| + 0s \| \| \| 9. \| Jairo Salas \| EPM \| + 0s \| \| \| 10. \| Manuel Peñalver \| Trevigiani-Phonix-Hemus 1896 \| + 0s \| \| |                       |                              |          |
| |                       |                              |          |
| |                       |                              |          |
| Classificação por etapas |                       |                              |          |
| Ciclista | Ciclista              | Equipe                       | Tempo    |
| 1. | Fernando Gaviria      | Quick-Step Floors            | 3h49m30s |
| 2. | Juan Sebastián Molano | Manzana Postobón             | + 0s     |
| 3. | Matteo Malucelli      | Androni Giocattoli-Sidermec  | + 0s     |
| 4. | Andrea Guardini       | Bardiani CSF                 | + 0s     |
| 5. | Mihkel Räim           | Israel Cycling Academy       | + 0s     |
| 6. | Davide Viganò         | Itália                       | + 0s     |
| 7. | Martin Laas           | Illuminate                   | + 0s     |
| 8. | John Murphy           | Holowesko Citadel            | + 0s     |
| 9. | Jairo Salas           | EPM                          | + 0s     |
| 10. | Manuel Peñalver       | Trevigiani-Phonix-Hemus 1896 | + 0s     |

| \| Classificação geral \| Classificação geral \| Classificação geral \| Classificação geral \| Classificação geral \| \| Ciclista \| Ciclista \| Equipe \| Tempo \| \| \| ------------------- \| --------------------- \| ---------------------------- \| ------------------- \| ------------------- \| \| 1. \| Fernando Gaviria \| Quick-Step Floors \| 5h56m12s \| \| \| 2. \| Juan Sebastián Molano \| Manzana Postobón \| + 11s \| \| \| 3. \| Miguel Ángel Rubiano \| Coldeportes-Zenú \| + 14s \| \| \| 4. \| Juan Esteban Arango \| Colômbia \| + 17s \| \| \| 5. \| Matteo Malucelli \| Androni Giocattoli-Sidermec \| + 19s \| \| \| 6. \| Maximiliano Richeze \| Quick-Step Floors \| + 19s \| \| \| 7. \| Simon Pellaud \| Illuminate \| + 20s \| \| \| 8. \| Rafael Montiel \| Orgullo Paisa \| + 20s \| \| \| 9. \| Germán Tivani \| Trevigiani-Phonix-Hemus 1896 \| + 20s \| \| \| 10. \| Andrea Guardini \| Bardiani CSF \| + 21s \| \| |                       |                              |          |
| |                       |                              |          |
| |                       |                              |          |
| Classificação geral |                       |                              |          |
| Ciclista | Ciclista              | Equipe                       | Tempo    |
| 1. | Fernando Gaviria      | Quick-Step Floors            | 5h56m12s |
| 2. | Juan Sebastián Molano | Manzana Postobón             | + 11s    |
| 3. | Miguel Ángel Rubiano  | Coldeportes-Zenú             | + 14s    |
| 4. | Juan Esteban Arango   | Colômbia                     | + 17s    |
| 5. | Matteo Malucelli      | Androni Giocattoli-Sidermec  | + 19s    |
| 6. | Maximiliano Richeze   | Quick-Step Floors            | + 19s    |
| 7. | Simon Pellaud         | Illuminate                   | + 20s    |
| 8. | Rafael Montiel        | Orgullo Paisa                | + 20s    |
| 9. | Germán Tivani         | Trevigiani-Phonix-Hemus 1896 | + 20s    |
| 10. | Andrea Guardini       | Bardiani CSF                 | + 21s    |

### 3.ª etapa
| Palmira - Guadalajara de Buga | etapa plana | (163,2 km) |

| \| Classificação por etapas \| Classificação por etapas \| Classificação por etapas \| Classificação por etapas \| Classificação por etapas \| \| Ciclista \| Ciclista \| Equipe \| Tempo \| \| \| ------------------------ \| -------------------------------- \| -------------------------------------------- \| ------------------------ \| ------------------------ \| \| 1. \| Fernando Gaviria \| Quick-Step Floors \| 3h30m05s \| \| \| 2. \| Matteo Malucelli \| Androni Giocattoli-Sidermec \| + 0s \| \| \| 3. \| Juan Sebastián Molano \| Manzana Postobón \| + 0s \| \| \| 4. \| Davide Viganò \| Itália \| + 0s \| \| \| 5. \| Lucas Sebastián Haedo \| UnitedHealthcare \| + 0s \| \| \| 6. \| Maximiliano Richeze \| Quick-Step Floors \| + 0s \| \| \| 7. \| Cristian Leandro Tamayo Saavedra \| GW Shimano \| + 0s \| \| \| 8. \| Manuel Peñalver \| Trevigiani-Phonix-Hemus 1896 \| + 0s \| \| \| 9. \| Nicolás Naranjo \| Asociación Civil Agrupación Virgen de Fátima \| + 0s \| \| \| 10. \| Adrian González Velasco \| Burgos-BH \| + 0s \| \| |                                  |                                              |          |
| |                                  |                                              |          |
| |                                  |                                              |          |
| Classificação por etapas |                                  |                                              |          |
| Ciclista | Ciclista                         | Equipe                                       | Tempo    |
| 1. | Fernando Gaviria                 | Quick-Step Floors                            | 3h30m05s |
| 2. | Matteo Malucelli                 | Androni Giocattoli-Sidermec                  | + 0s     |
| 3. | Juan Sebastián Molano            | Manzana Postobón                             | + 0s     |
| 4. | Davide Viganò                    | Itália                                       | + 0s     |
| 5. | Lucas Sebastián Haedo            | UnitedHealthcare                             | + 0s     |
| 6. | Maximiliano Richeze              | Quick-Step Floors                            | + 0s     |
| 7. | Cristian Leandro Tamayo Saavedra | GW Shimano                                   | + 0s     |
| 8. | Manuel Peñalver                  | Trevigiani-Phonix-Hemus 1896                 | + 0s     |
| 9. | Nicolás Naranjo                  | Asociación Civil Agrupación Virgen de Fátima | + 0s     |
| 10. | Adrian González Velasco          | Burgos-BH                                    | + 0s     |

| \| Classificação geral \| Classificação geral \| Classificação geral \| Classificação geral \| Classificação geral \| \| Ciclista \| Ciclista \| Equipe \| Tempo \| \| \| ------------------- \| --------------------- \| ---------------------------- \| ------------------- \| ------------------- \| \| 1. \| Fernando Gaviria \| Quick-Step Floors \| 9h26m07s \| \| \| 2. \| Juan Sebastián Molano \| Manzana Postobón \| + 17s \| \| \| 3. \| Matteo Malucelli \| Androni Giocattoli-Sidermec \| + 23s \| \| \| 4. \| Rafael Montiel \| Orgullo Paisa \| + 24s \| \| \| 5. \| Miguel Ángel Rubiano \| Coldeportes-Zenú \| + 24s \| \| \| 6. \| Brayan Ramírez \| Colômbia \| + 26s \| \| \| 7. \| Juan Esteban Arango \| Colômbia \| + 27s \| \| \| 8. \| Maximiliano Richeze \| Quick-Step Floors \| + 29s \| \| \| 9. \| Simon Pellaud \| Illuminate \| + 30s \| \| \| 10. \| Germán Tivani \| Trevigiani-Phonix-Hemus 1896 \| + 30s \| \| |                       |                              |          |
| |                       |                              |          |
| |                       |                              |          |
| Classificação geral |                       |                              |          |
| Ciclista | Ciclista              | Equipe                       | Tempo    |
| 1. | Fernando Gaviria      | Quick-Step Floors            | 9h26m07s |
| 2. | Juan Sebastián Molano | Manzana Postobón             | + 17s    |
| 3. | Matteo Malucelli      | Androni Giocattoli-Sidermec  | + 23s    |
| 4. | Rafael Montiel        | Orgullo Paisa                | + 24s    |
| 5. | Miguel Ángel Rubiano  | Coldeportes-Zenú             | + 24s    |
| 6. | Brayan Ramírez        | Colômbia                     | + 26s    |
| 7. | Juan Esteban Arango   | Colômbia                     | + 27s    |
| 8. | Maximiliano Richeze   | Quick-Step Floors            | + 29s    |
| 9. | Simon Pellaud         | Illuminate                   | + 30s    |
| 10. | Germán Tivani         | Trevigiani-Phonix-Hemus 1896 | + 30s    |

### 4.ª etapa
| Guadalajara de Buga - Santa Rosa de Cabal | média montanha | (149,5 km) |

| \| Classificação por etapas \| Classificação por etapas \| Classificação por etapas \| Classificação por etapas \| Classificação por etapas \| \| Ciclista \| Ciclista \| Equipe \| Tempo \| \| \| ------------------------ \| ------------------------ \| -------------------------------- \| ------------------------ \| ------------------------ \| \| 1. \| Julian Alaphilippe \| Quick-Step Floors \| 3h17m36s \| \| \| 2. \| Sergio Henao \| Team Sky \| + 0s \| \| \| 3. \| Nairo Quintana \| Movistar Team \| + 0s \| \| \| 4. \| Rigoberto Urán \| EF Education First-Drapac \| + 3s \| \| \| 5. \| Jhonatan Narváez \| Quick-Step Floors \| + 3s \| \| \| 6. \| Egan Bernal \| Team Sky \| + 3s \| \| \| 7. \| Iván Ramiro Sosa \| Androni Giocattoli-Sidermec \| + 3s \| \| \| 8. \| Danny Osorio \| Orgullo Paisa \| + 8s \| \| \| 9. \| Diego Ochoa \| EPM \| + 8s \| \| \| 10. \| Aristóbulo Cala \| Bicicletas Strongman Coldeportes \| + 11s \| \| |                    |                                  |          |
| |                    |                                  |          |
| |                    |                                  |          |
| Classificação por etapas |                    |                                  |          |
| Ciclista | Ciclista           | Equipe                           | Tempo    |
| 1. | Julian Alaphilippe | Quick-Step Floors                | 3h17m36s |
| 2. | Sergio Henao       | Team Sky                         | + 0s     |
| 3. | Nairo Quintana     | Movistar Team                    | + 0s     |
| 4. | Rigoberto Urán     | EF Education First-Drapac        | + 3s     |
| 5. | Jhonatan Narváez   | Quick-Step Floors                | + 3s     |
| 6. | Egan Bernal        | Team Sky                         | + 3s     |
| 7. | Iván Ramiro Sosa   | Androni Giocattoli-Sidermec      | + 3s     |
| 8. | Danny Osorio       | Orgullo Paisa                    | + 8s     |
| 9. | Diego Ochoa        | EPM                              | + 8s     |
| 10. | Aristóbulo Cala    | Bicicletas Strongman Coldeportes | + 11s    |

| \| Classificação geral \| Classificação geral \| Classificação geral \| Classificação geral \| Classificação geral \| \| Ciclista \| Ciclista \| Equipe \| Tempo \| \| \| ------------------- \| ------------------- \| --------------------------- \| ------------------- \| ------------------- \| \| 1. \| Julian Alaphilippe \| Quick-Step Floors \| 12h44m06s \| \| \| 2. \| Sergio Henao \| Team Sky \| + 4s \| \| \| 3. \| Nairo Quintana \| Movistar Team \| + 6s \| \| \| 4. \| Egan Bernal \| Team Sky \| + 13s \| \| \| 5. \| Rigoberto Urán \| EF Education First-Drapac \| + 13s \| \| \| 6. \| Iván Ramiro Sosa \| Androni Giocattoli-Sidermec \| + 13s \| \| \| 7. \| Jhonatan Narváez \| Quick-Step Floors \| + 13s \| \| \| 8. \| Danny Osorio \| Orgullo Paisa \| + 18s \| \| \| 9. \| Diego Ochoa \| EPM \| + 18s \| \| \| 10. \| Taylor Eisenhart \| Holowesko Citadel \| + 21s \| \| |                    |                             |           |
| |                    |                             |           |
| |                    |                             |           |
| Classificação geral |                    |                             |           |
| Ciclista | Ciclista           | Equipe                      | Tempo     |
| 1. | Julian Alaphilippe | Quick-Step Floors           | 12h44m06s |
| 2. | Sergio Henao       | Team Sky                    | + 4s      |
| 3. | Nairo Quintana     | Movistar Team               | + 6s      |
| 4. | Egan Bernal        | Team Sky                    | + 13s     |
| 5. | Rigoberto Urán     | EF Education First-Drapac   | + 13s     |
| 6. | Iván Ramiro Sosa   | Androni Giocattoli-Sidermec | + 13s     |
| 7. | Jhonatan Narváez   | Quick-Step Floors           | + 13s     |
| 8. | Danny Osorio       | Orgullo Paisa               | + 18s     |
| 9. | Diego Ochoa        | EPM                         | + 18s     |
| 10. | Taylor Eisenhart   | Holowesko Citadel           | + 21s     |

### 5.ª etapa
| Pereira - Salento | média montanha | (163,7 km) |

| \| Classificação por etapas \| Classificação por etapas \| Classificação por etapas \| Classificação por etapas \| Classificação por etapas \| \| Ciclista \| Ciclista \| Equipe \| Tempo \| \| \| ------------------------ \| ------------------------ \| -------------------------------- \| ------------------------ \| ------------------------ \| \| 1. \| Rigoberto Urán \| EF Education First-Drapac \| 3h42m33s \| \| \| 2. \| Nairo Quintana \| Movistar Team \| + 0s \| \| \| 3. \| Egan Bernal \| Team Sky \| + 0s \| \| \| 4. \| Sergio Henao \| Team Sky \| + 0s \| \| \| 5. \| Iván Ramiro Sosa \| Androni Giocattoli-Sidermec \| + 17s \| \| \| 6. \| Daniel Felipe Martínez \| EF Education First-Drapac \| + 17s \| \| \| 7. \| Jhonatan Narváez \| Quick-Step Floors \| + 29s \| \| \| 8. \| Óscar Sevilla \| Medellín \| + 29s \| \| \| 9. \| Aristóbulo Cala \| Bicicletas Strongman Coldeportes \| + 34s \| \| \| 10. \| Richard Carapaz \| Movistar Team \| + 37s \| \| |                        |                                  |          |
| |                        |                                  |          |
| |                        |                                  |          |
| Classificação por etapas |                        |                                  |          |
| Ciclista | Ciclista               | Equipe                           | Tempo    |
| 1. | Rigoberto Urán         | EF Education First-Drapac        | 3h42m33s |
| 2. | Nairo Quintana         | Movistar Team                    | + 0s     |
| 3. | Egan Bernal            | Team Sky                         | + 0s     |
| 4. | Sergio Henao           | Team Sky                         | + 0s     |
| 5. | Iván Ramiro Sosa       | Androni Giocattoli-Sidermec      | + 17s    |
| 6. | Daniel Felipe Martínez | EF Education First-Drapac        | + 17s    |
| 7. | Jhonatan Narváez       | Quick-Step Floors                | + 29s    |
| 8. | Óscar Sevilla          | Medellín                         | + 29s    |
| 9. | Aristóbulo Cala        | Bicicletas Strongman Coldeportes | + 34s    |
| 10. | Richard Carapaz        | Movistar Team                    | + 37s    |

| \| Classificação geral \| Classificação geral \| Classificação geral \| Classificação geral \| Classificação geral \| \| Ciclista \| Ciclista \| Equipe \| Tempo \| \| \| ------------------- \| ---------------------- \| -------------------------------- \| ------------------- \| ------------------- \| \| 1. \| Nairo Quintana \| Movistar Team \| 16h26m39s \| \| \| 2. \| Rigoberto Urán \| EF Education First-Drapac \| + 3s \| \| \| 3. \| Sergio Henao \| Team Sky \| + 4s \| \| \| 4. \| Egan Bernal \| Team Sky \| + 9s \| \| \| 5. \| Iván Ramiro Sosa \| Androni Giocattoli-Sidermec \| + 30s \| \| \| 6. \| Daniel Felipe Martínez \| EF Education First-Drapac \| + 38s \| \| \| 7. \| Julian Alaphilippe \| Quick-Step Floors \| + 39s \| \| \| 8. \| Jhonatan Narváez \| Quick-Step Floors \| + 42s \| \| \| 9. \| Aristóbulo Cala \| Bicicletas Strongman Coldeportes \| + 55s \| \| \| 10. \| Danny Osorio \| Orgullo Paisa \| + 57s \| \| |                        |                                  |           |
| |                        |                                  |           |
| |                        |                                  |           |
| Classificação geral |                        |                                  |           |
| Ciclista | Ciclista               | Equipe                           | Tempo     |
| 1. | Nairo Quintana         | Movistar Team                    | 16h26m39s |
| 2. | Rigoberto Urán         | EF Education First-Drapac        | + 3s      |
| 3. | Sergio Henao           | Team Sky                         | + 4s      |
| 4. | Egan Bernal            | Team Sky                         | + 9s      |
| 5. | Iván Ramiro Sosa       | Androni Giocattoli-Sidermec      | + 30s     |
| 6. | Daniel Felipe Martínez | EF Education First-Drapac        | + 38s     |
| 7. | Julian Alaphilippe     | Quick-Step Floors                | + 39s     |
| 8. | Jhonatan Narváez       | Quick-Step Floors                | + 42s     |
| 9. | Aristóbulo Cala        | Bicicletas Strongman Coldeportes | + 55s     |
| 10. | Danny Osorio           | Orgullo Paisa                    | + 57s     |

### 6.ª etapa
| Armênia - Manizales | alta montanha | (187,8 km) |

| \| Classificação por etapas \| Classificação por etapas \| Classificação por etapas \| Classificação por etapas \| Classificação por etapas \| \| Ciclista \| Ciclista \| Equipe \| Tempo \| \| \| ------------------------ \| ------------------------ \| ------------------------- \| ------------------------ \| ------------------------ \| \| 1. \| Dayer Quintana \| Movistar Team \| 4h22m11s \| \| \| 2. \| Egan Bernal \| Team Sky \| + 10s \| \| \| 3. \| Sebastián Henao \| Team Sky \| + 10s \| \| \| 4. \| Ángel Alexander Gil \| EPM \| + 14s \| \| \| 5. \| Daniel Felipe Martínez \| EF Education First-Drapac \| + 18s \| \| \| 6. \| Óscar Sevilla \| Medellín \| + 18s \| \| \| 7. \| Rigoberto Urán \| EF Education First-Drapac \| + 21s \| \| \| 8. \| Nairo Quintana \| Movistar Team \| + 21s \| \| \| 9. \| Sergio Henao \| Team Sky \| + 21s \| \| \| 10. \| Julian Alaphilippe \| Quick-Step Floors \| + 24s \| \| |                        |                           |          |
| |                        |                           |          |
| |                        |                           |          |
| Classificação por etapas |                        |                           |          |
| Ciclista | Ciclista               | Equipe                    | Tempo    |
| 1. | Dayer Quintana         | Movistar Team             | 4h22m11s |
| 2. | Egan Bernal            | Team Sky                  | + 10s    |
| 3. | Sebastián Henao        | Team Sky                  | + 10s    |
| 4. | Ángel Alexander Gil    | EPM                       | + 14s    |
| 5. | Daniel Felipe Martínez | EF Education First-Drapac | + 18s    |
| 6. | Óscar Sevilla          | Medellín                  | + 18s    |
| 7. | Rigoberto Urán         | EF Education First-Drapac | + 21s    |
| 8. | Nairo Quintana         | Movistar Team             | + 21s    |
| 9. | Sergio Henao           | Team Sky                  | + 21s    |
| 10. | Julian Alaphilippe     | Quick-Step Floors         | + 24s    |

## Classificações finais
As classificações finalizaram da seguinte forma:

### Classificação geral
| \| Classificação geral \| Classificação geral \| Classificação geral \| Classificação geral \| Classificação geral \| \| Ciclista \| Ciclista \| Equipe \| Tempo \| \| \| ------------------- \| ---------------------- \| -------------------------------- \| ------------------- \| ------------------- \| \| 1. \| Egan Bernal \| Team Sky \| 20h49m03s \| \| \| 2. \| Nairo Quintana \| Movistar Team \| + 8s \| \| \| 3. \| Rigoberto Urán \| EF Education First-Drapac \| + 11s \| \| \| 4. \| Sergio Henao \| Team Sky \| + 12s \| \| \| 5. \| Daniel Felipe Martínez \| EF Education First-Drapac \| + 43s \| \| \| 6. \| Iván Ramiro Sosa \| Androni Giocattoli-Sidermec \| + 45s \| \| \| 7. \| Julian Alaphilippe \| Quick-Step Floors \| + 50s \| \| \| 8. \| Aristóbulo Cala \| Bicicletas Strongman Coldeportes \| + 1m10s \| \| \| 9. \| Danny Osorio \| Orgullo Paisa \| + 1m12s \| \| \| 10. \| Jhonatan Narváez \| Quick-Step Floors \| + 1m18s \| \| \| 11. \| Rafael Montiel \| Orgullo Paisa \| + 1m26s \| \| \| 12. \| Jarlinson Pantano \| Colômbia \| + 1m46s \| \| \| 13. \| Juan Pablo Suárez \| EPM \| + 1m46s \| \| \| 14. \| Heiner Parra \| GW Shimano \| + 1m51s \| \| \| 15. \| Fabio Duarte \| Manzana Postobón \| + 1m52s \| \| |                        |                                  |           |
| |                        |                                  |           |
| Fonte: ProCyclingStats |                        |                                  |           |
| Classificação geral |                        |                                  |           |
| Ciclista | Ciclista               | Equipe                           | Tempo     |
| 1. | Egan Bernal            | Team Sky                         | 20h49m03s |
| 2. | Nairo Quintana         | Movistar Team                    | + 8s      |
| 3. | Rigoberto Urán         | EF Education First-Drapac        | + 11s     |
| 4. | Sergio Henao           | Team Sky                         | + 12s     |
| 5. | Daniel Felipe Martínez | EF Education First-Drapac        | + 43s     |
| 6. | Iván Ramiro Sosa       | Androni Giocattoli-Sidermec      | + 45s     |
| 7. | Julian Alaphilippe     | Quick-Step Floors                | + 50s     |
| 8. | Aristóbulo Cala        | Bicicletas Strongman Coldeportes | + 1m10s   |
| 9. | Danny Osorio           | Orgullo Paisa                    | + 1m12s   |
| 10. | Jhonatan Narváez       | Quick-Step Floors                | + 1m18s   |
| 11. | Rafael Montiel         | Orgullo Paisa                    | + 1m26s   |
| 12. | Jarlinson Pantano      | Colômbia                         | + 1m46s   |
| 13. | Juan Pablo Suárez      | EPM                              | + 1m46s   |
| 14. | Heiner Parra           | GW Shimano                       | + 1m51s   |
| 15. | Fabio Duarte           | Manzana Postobón                 | + 1m52s   |

### Classificação por pontos
| Classificação por pontos | Classificação por pontos | Classificação por pontos    | Classificação por pontos | Classificação por pontos |
| Ciclista                 | Ciclista                 | Equipe                      | Pontos                   |                          |
| ------------------------ | ------------------------ | --------------------------- | ------------------------ | ------------------------ |
| 1.                       | Fernando Gaviria         | Quick-Step Floors           | 59 pts                   |                          |
| 2.                       | Juan Sebastián Molano    | Manzana Postobón            | 34 pts                   |                          |
| 3.                       | Matteo Malucelli         | Androni Giocattoli-Sidermec | 32 pts                   |                          |
| 4.                       | Rigoberto Urán           | EF Education First-Drapac   | 28 pts                   |                          |
| 5.                       | Egan Bernal              | Team Sky                    | 28 pts                   |                          |
| 6.                       | Nairo Quintana           | Movistar Team               | 26 pts                   |                          |
| 7.                       | Sergio Henao             | Team Sky                    | 23 pts                   |                          |
| 8.                       | Davide Viganò            | Itália                      | 20 pts                   |                          |
| 9.                       | Miguel Ángel Rubiano     | Coldeportes-Zenú            | 18 pts                   |                          |
| 10.                      | Julian Alaphilippe       | Quick-Step Floors           | 17 pts                   |                          |

### Classificação da montanha
| Classificação da montanha | Classificação da montanha | Classificação da montanha        | Classificação da montanha | Classificação da montanha |
| Ciclista                  | Ciclista                  | Equipe                           | Pontos                    |                           |
| ------------------------- | ------------------------- | -------------------------------- | ------------------------- | ------------------------- |
| 1.                        | Egan Bernal               | Team Sky                         | 11 pts                    |                           |
| 2.                        | Dayer Quintana            | Movistar Team                    | 10 pts                    |                           |
| 3.                        | Sebastián Henao           | Team Sky                         | 6 pts                     |                           |
| 4.                        | Nicolás Paredes           | Medellín                         | 5 pts                     |                           |
| 5.                        | Jordan Parra              | Manzana Postobón                 | 4 pts                     |                           |
| 6.                        | Ángel Alexander Gil       | EPM                              | 4 pts                     |                           |
| 7.                        | Julian Alaphilippe        | Quick-Step Floors                | 3 pts                     |                           |
| 8.                        | Jonathan Cañaveral        | Bicicletas Strongman Coldeportes | 3 pts                     |                           |
| 9.                        | Daniel Felipe Martínez    | EF Education First-Drapac        | 2 pts                     |                           |
| 10.                       | Rodrigo Contreras         | EPM                              | 2 pts                     |                           |

### Classificação dos jovens
| Classificação dos jovens | Classificação dos jovens | Classificação dos jovens    | Classificação dos jovens | Classificação dos jovens |
| Ciclista                 | Ciclista                 | Equipe                      | Tempo                    |                          |
| ------------------------ | ------------------------ | --------------------------- | ------------------------ | ------------------------ |
| 1.                       | Egan Bernal              | Team Sky                    | 20h49m03s                |                          |
| 2.                       | Daniel Felipe Martínez   | EF Education First-Drapac   | + 43s                    |                          |
| 3.                       | Iván Ramiro Sosa         | Androni Giocattoli-Sidermec | + 45s                    |                          |
| 4.                       | Jhonatan Narváez         | Quick-Step Floors           | + 1m18s                  |                          |
| 5.                       | Hugh Carthy              | EF Education First-Drapac   | + 1m55s                  |                          |
| 6.                       | Diego Ochoa              | EPM                         | + 1m58s                  |                          |
| 7.                       | Sebastián Henao          | Team Sky                    | + 2m02s                  |                          |
| 8.                       | Taylor Eisenhart         | Holowesko Citadel           | + 2m39s                  |                          |
| 9.                       | Richard Carapaz          | Movistar Team               | + 2m40s                  |                          |
| 10.                      | Aldemar Reyes Ortega     | Manzana Postobón            | + 3m14s                  |                          |

### Classificação dos sprints especiais (metas volantes)
| Classificação por velocidade | Classificação por velocidade | Classificação por velocidade | Classificação por velocidade | Classificação por velocidade |
| Ciclista                     | Ciclista                     | Equipe                       | Pontos                       |                              |
| ---------------------------- | ---------------------------- | ---------------------------- | ---------------------------- | ---------------------------- |
| 1.                           | Miguel Ángel Rubiano         | Coldeportes-Zenú             | 18 pts                       |                              |
| 2.                           | Fernando Gaviria             | Quick-Step Floors            | 14 pts                       |                              |
| 3.                           | Rafael Montiel               | Orgullo Paisa                | 14 pts                       |                              |
| 4.                           | Brayan Ramírez               |                              | 13 pts                       |                              |
| 5.                           | Juan Esteban Arango          | Medellín                     | 7 pts                        |                              |
| 6.                           | Álvaro Hodeg                 | Quick-Step Floors            | 4 pts                        |                              |
| 7.                           | José Tito Hernández          | Orgullo Paisa                | 3 pts                        |                              |
| 8.                           | Félix Barón                  | Illuminate                   | 3 pts                        |                              |
| 9.                           | Omar Mendoza                 | Medellín                     | 3 pts                        |                              |
| 10.                          | Germán Tivani                | Trevigiani-Phonix-Hemus 1896 | 3 pts                        |                              |

### Classificação por equipas
| Classificação por equipes | Classificação por equipes                | Classificação por equipes | Classificação por equipes |
| Equipe                    | Equipe                                   | Tempo                     |                           |
| ------------------------- | ---------------------------------------- | ------------------------- | ------------------------- |
| 1.                        | Sky                                      | 62h29m43s                 |                           |
| 2.                        | EF Education First-Drapac p/b Cannondale | + 25s                     |                           |
| 3.                        | EPM                                      | + 1m35s                   |                           |
| 4.                        | Movistar Team                            | + 2m38s                   |                           |
| 5.                        | Orgullo Paisa                            | + 4m14s                   |                           |
| 6.                        | Colômbia                                 | + 5m45s                   |                           |
| 7.                        | Bicicletas Strongman                     | + 9m21s                   |                           |
| 8.                        | Medellín-Éxito                           | + 9m24s                   |                           |
| 9.                        | Manzana Postobón                         | + 9m38s                   |                           |
| 10.                       | GW Shimano                               | + 12m30s                  |                           |

## Evolução das classificações
| Etapa                 | Vencedor              | Classificação geral | Classificação por pontos | Classificação da montanha | Classificação dos jovens | Classificação por equipas | Classificação sprints especiais (sem maillot) |
| --------------------- | --------------------- | ------------------- | ------------------------ | ------------------------- | ------------------------ | ------------------------- | --------------------------------------------- |
| 1.ª                   | Fernando Gaviria      | Fernando Gaviria    | Fernando Gaviria         | Miguel Ángel Rubiano      | Fernando Gaviria         | Quick-Step Floors         | Miguel Ángel Rubiano                          |
| 2.ª                   | Fernando Gaviria      | Fernando Gaviria    | Fernando Gaviria         | Miguel Ángel Rubiano      | Fernando Gaviria         | Quick-Step Floors         | Miguel Ángel Rubiano                          |
| 3.ª                   | Fernando Gaviria      | Fernando Gaviria    | Fernando Gaviria         | Miguel Ángel Rubiano      | Fernando Gaviria         | Quick-Step Floors         | Miguel Ángel Rubiano                          |
| 4.ª                   | Julian Alaphilippe    | Julian Alaphilippe  | Fernando Gaviria         | Julian Alaphilippe        | Egan Bernal              | Sky                       | Fernando Gaviria                              |
| 5.ª                   | Rigoberto Urán        | Nairo Quintana      | Fernando Gaviria         | Julian Alaphilippe        | Egan Bernal              | EF Education First-Drapac | Brayan Ramírez                                |
| 6.ª                   | Dayer Quintana        | Egan Bernal         | Fernando Gaviria         | Egan Bernal               | Egan Bernal              | Sky                       | Miguel Ángel Rubiano                          |
| Classificações finais | Classificações finais | Egan Bernal         | Fernando Gaviria         | Egan Bernal               | Egan Bernal              | Sky                       | Miguel Ángel Rubiano                          |

## Ciclistas participantes e posições finais
| Quick-Step Floors QST | Quick-Step Floors QST     | Quick-Step Floors QST |
| --------------------- | ------------------------- | --------------------- |
| Num                   | Ciclista                  | Pos                   |
| 1                     | Fernando Gaviria (COL)    | 93.                   |
| 2                     | Julian Alaphilippe (FRA)  | 7.                    |
| 3                     | Álvaro Hodeg (COL)        | 116.                  |
| 4                     | Iljo Keisse (BEL)         | 102.                  |
| 5                     | Jhonatan Narváez (ECU)    | 10.                   |
| 6                     | Maximiliano Richeze (ARG) | DNF-5                 |

| Team Sky SKY | Team Sky SKY               | Team Sky SKY |
| ------------ | -------------------------- | ------------ |
| Num          | Ciclista                   | Pos          |
| 11           | Egan Bernal (COL)          | 1.           |
| 12           | Jonathan Castroviejo (ESP) | 57.          |
| 13           | Tao Geoghegan Hart (GBR)   | 53.          |
| 14           | Sebastián Henao (COL)      | 20.          |
| 15           | Sergio Henao (COL)         | 4.           |
| 16           | David López García (ESP)   | 78.          |

| EF Education First-Drapac EFD | EF Education First-Drapac EFD | EF Education First-Drapac EFD |
| ----------------------------- | ----------------------------- | ----------------------------- |
| Num                           | Ciclista                      | Pos                           |
| 21                            | Nathan Brown (USA)            | 66.                           |
| 22                            | Julián Cardona (COL)          | 60.                           |
| 23                            | Hugh Carthy (GBR)             | 18.                           |
| 24                            | Alex Howes (USA)              | 90.                           |
| 25                            | Daniel Felipe Martínez (COL)  | 5.                            |
| 26                            | Rigoberto Urán (COL)          | 3.                            |

| Movistar Team MOV | Movistar Team MOV        | Movistar Team MOV |
| ----------------- | ------------------------ | ----------------- |
| Num               | Ciclista                 | Pos               |
| 31                | Winner Anacona (COL)     | 51.               |
| 32                | Antonio Pedrero (ESP)    | 83.               |
| 33                | Richard Carapaz (ECU)    | 23.               |
| 34                | Víctor de la Parte (ESP) | 80.               |
| 35                | Dayer Quintana (COL)     | 36.               |
| 36                | Nairo Quintana (COL)     | 2.                |

| UnitedHealthcare UHC | UnitedHealthcare UHC        | UnitedHealthcare UHC |
| -------------------- | --------------------------- | -------------------- |
| Num                  | Ciclista                    | Pos                  |
| 41                   | Lucas Sebastián Haedo (ARG) | 97.                  |
| 42                   | Janier Acevedo (COL)        | 87.                  |
| 43                   | Daniel Jaramillo (COL)      | 67.                  |
| 44                   | Serghei Tvetcov (ROU)       | 49.                  |
| 45                   | Gavin Mannion (USA)         | 89.                  |
| 46                   | Jonathan Clarke (AUS)       | 99.                  |

| Androni Giocattoli-Sidermec ANS | Androni Giocattoli-Sidermec ANS | Androni Giocattoli-Sidermec ANS |
| ------------------------------- | ------------------------------- | ------------------------------- |
| Num                             | Ciclista                        | Pos                             |
| 51                              | Alessandro Bisolti (ITA)        | 44.                             |
| 52                              | Raffaello Bonusi (ITA)          | 85.                             |
| 53                              | Mattia Frapporti (ITA)          | 95.                             |
| 54                              | Matteo Malucelli (ITA)          | 122.                            |
| 55                              | Iván Ramiro Sosa (COL)          | 6.                              |
| 56                              | Matteo Spreafico (ITA)          | 121.                            |

| CCC Sprandi Polkowice CCC | CCC Sprandi Polkowice CCC | CCC Sprandi Polkowice CCC |
| ------------------------- | ------------------------- | ------------------------- |
| Num                       | Ciclista                  | Pos                       |
| 61                        | Paweł Bernas (POL)        | 77.                       |
| 62                        | Paweł Franczak (POL)      | 119.                      |
| 63                        | Adrian Kurek (POL)        | 98.                       |
| 64                        | Michał Paluta (POL)       | 63.                       |
| 65                        | Leszek Pluciński (POL)    | 71.                       |
| 66                        | Mateusz Taciak (POL)      | 135.                      |

| Holowesko Citadel HCA | Holowesko Citadel HCA  | Holowesko Citadel HCA |
| --------------------- | ---------------------- | --------------------- |
| Num                   | Ciclista               | Pos                   |
| 71                    | Rubén Companioni (CUB) | 104.                  |
| 72                    | Taylor Eisenhart (USA) | 22.                   |
| 73                    | Bryan Gomez (COL)      | 110.                  |
| 74                    | John Murphy (USA)      | 92.                   |
| 75                    | Brayan Sánchez (COL)   | 82.                   |
| 76                    | Miguel Bryon (USA)     | 124.                  |

| Manzana Postobón MZN | Manzana Postobón MZN        | Manzana Postobón MZN |
| -------------------- | --------------------------- | -------------------- |
| Num                  | Ciclista                    | Pos                  |
| 81                   | Jordan Parra (COL)          | 79.                  |
| 82                   | Juan Sebastián Molano (COL) | 114.                 |
| 83                   | Juan Felipe Osorio (COL)    | 74.                  |
| 84                   | Jetse Bol (NED)             | 43.                  |
| 85                   | Fabio Duarte (COL)          | 15.                  |
| 86                   | Aldemar Reyes Ortega (COL)  | 24.                  |

| Euskadi-Murias EUS | Euskadi-Murias EUS           | Euskadi-Murias EUS |
| ------------------ | ---------------------------- | ------------------ |
| Num                | Ciclista                     | Pos                |
| 91                 | Beñat Txoperena (ESP)        | 54.                |
| 92                 | Ander Barrenetxea (ESP)      | 138.               |
| 93                 | Aitor González Prieto (ESP)  | 113.               |
| 94                 | Sergio Rodríguez Reche (ESP) | 133.               |
| 95                 | Gotzon Udondo (ESP)          | 112.               |

| Bardiani CSF BRD | Bardiani CSF BRD         | Bardiani CSF BRD |
| ---------------- | ------------------------ | ---------------- |
| Num              | Ciclista                 | Pos              |
| 101              | Giovanni Carboni (ITA)   | 65.              |
| 102              | Giulio Ciccone (ITA)     | 31.              |
| 103              | Andrea Guardini (ITA)    | 136.             |
| 104              | Mirco Maestri (ITA)      | 127.             |
| 105              | Paolo Simion (ITA)       | DNF-6            |
| 106              | Alessandro Tonelli (ITA) | 91.              |

| Israel Cycling Academy ICA | Israel Cycling Academy ICA | Israel Cycling Academy ICA |
| -------------------------- | -------------------------- | -------------------------- |
| Num                        | Ciclista                   | Pos                        |
| 111                        | Edwin Ávila (COL)          | 42.                        |
| 112                        | Guillaume Boivin (CAN)     | 62.                        |
| 113                        | Luis Lemus (MEX)           | 61.                        |
| 114                        | Ben Perry (CAN)            | 76.                        |
| 115                        | Mihkel Räim (EST)          | DNF-4                      |
| 116                        | Aviv Yechezkel (ISR)       | 129.                       |

| Burgos-BH BBH | Burgos-BH BBH                 | Burgos-BH BBH |
| ------------- | ----------------------------- | ------------- |
| Num           | Ciclista                      | Pos           |
| 121           | Nicolas Sessler (BRA)         | 55.           |
| 122           | Adrian González Velasco (ESP) | 132.          |
| 123           | Daniel López (ESP)            | 120.          |
| 124           | Igor Merino (ESP)             | 37.           |
| 125           | Victor Langellotti (MON)      | 103.          |
| 126           | Álvaro Robredo (ESP)          | 107.          |

| Colômbia COL | Colômbia COL            | Colômbia COL |
| ------------ | ----------------------- | ------------ |
| Num          | Ciclista                | Pos          |
| 131          | Jarlinson Pantano       | 12.          |
| 132          | Darwin Atapuma          | 33.          |
| 133          | Jhon Anderson Rodríguez | 26.          |
| 134          | Miguel Flórez López     | 28.          |
| 135          | Juan Esteban Arango     | 117.         |
| 136          | Brayan Ramírez          | 105.         |

| Itália ITA | Itália ITA            | Itália ITA |
| ---------- | --------------------- | ---------- |
| Num        | Ciclista              | Pos        |
| 141        | Michele Scartezzini   | 88.        |
| 142        | Francesco Lamon       | 115.       |
| 143        | Davide Viganò         | 123.       |
| 144        | Davide Plebani        | 131.       |
| 145        | Carloalberto Giordani | 130.       |
| 146        | Alessandro Covi       | 106.       |

| Rússia RUS | Rússia RUS        | Rússia RUS |
| ---------- | ----------------- | ---------- |
| Num        | Ciclista          | Pos        |
| 151        | Alexey Kurbatov   | 125.       |
| 152        | Vladislav Kulikov | 126.       |
| 153        | Evgeny Kovalev    | 137.       |
| 154        | Andrey Sazanov    | 139.       |
| 155        | Kirill Bochkov    | DNF-6      |
| 156        | Anton Vorobyev    | 134.       |

| Trevigiani-Phonix-Hemus 1896 UNI | Trevigiani-Phonix-Hemus 1896 UNI | Trevigiani-Phonix-Hemus 1896 UNI |
| -------------------------------- | -------------------------------- | -------------------------------- |
| Num                              | Ciclista                         | Pos                              |
| 161                              | Alessandro Fedeli (ITA)          | 81.                              |
| 162                              | Floryan Arnoult (FRA)            | 101.                             |
| 163                              | Christofer Jurado (PAN)          | 96.                              |
| 164                              | Javier Ignacio Montoya (COL)     | 27.                              |
| 165                              | Manuel Peñalver (ESP)            | DNF-6                            |
| 166                              | Germán Tivani (ARG)              | 118.                             |

| Medellín MED | Medellín MED            | Medellín MED |
| ------------ | ----------------------- | ------------ |
| Num          | Ciclista                | Pos          |
| 171          | Óscar Sevilla (ESP)     | 17.          |
| 172          | Nicolás Paredes (COL)   | 72.          |
| 173          | Omar Mendoza (COL)      | 39.          |
| 174          | Weimar Roldán (COL)     | 108.         |
| 175          | Robinson Chalapud (COL) | 68.          |
| 176          | Jonathan Caicedo (ECU)  | 35.          |

| Bicicletas Strongman Coldeportes BSM | Bicicletas Strongman Coldeportes BSM | Bicicletas Strongman Coldeportes BSM |
| ------------------------------------ | ------------------------------------ | ------------------------------------ |
| Num                                  | Ciclista                             | Pos                                  |
| 181                                  | Aristóbulo Cala (COL)                | 8.                                   |
| 182                                  | Óscar Quiroz (COL)                   | 34.                                  |
| 183                                  | Rubén Acosta (COL)                   | 111.                                 |
| 184                                  | William Muñoz (COL)                  | 109.                                 |
| 185                                  | Eduardo Estrada (COL)                | 69.                                  |
| 186                                  | Jonathan Cañaveral (COL)             | 45.                                  |

| EPM | EPM                       | EPM |
| --- | ------------------------- | --- |
| Num | Ciclista                  | Pos |
| 191 | Juan Pablo Suárez (COL)   | 13. |
| 192 | Freddy Montaña (COL)      | 21. |
| 193 | Ángel Alexander Gil (COL) | 16. |
| 194 | Rodrigo Contreras (COL)   | 30. |
| 195 | Diego Ochoa (COL)         | 19. |
| 196 | Jairo Salas (COL)         | 56. |

| Coldeportes-Zenú ECZ | Coldeportes-Zenú ECZ       | Coldeportes-Zenú ECZ |
| -------------------- | -------------------------- | -------------------- |
| Num                  | Ciclista                   | Pos                  |
| 201                  | Alex Cano (COL)            | 38.                  |
| 202                  | Luis Felipe Laverde (COL)  | 46.                  |
| 203                  | Miguel Ángel Rubiano (COL) | 50.                  |
| 204                  | Alexis Camacho (COL)       | 32.                  |
| 205                  | Dalivier Ospina (COL)      | 52.                  |
| 206                  | Juan Martín Mesa (COL)     | 100.                 |

| GW Shimano GWS | GW Shimano GWS                         | GW Shimano GWS |
| -------------- | -------------------------------------- | -------------- |
| Num            | Ciclista                               | Pos            |
| 211            | José Serpa (COL)                       | 41.            |
| 212            | Walter Pedraza (COL)                   | 48.            |
| 213            | Heiner Parra (COL)                     | 14.            |
| 214            | Juan Pablo Rendón (COL)                | 73.            |
| 215            | Cristian Leandro Tamayo Saavedra (COL) | DNF-6          |
| 216            | Cristhian Talero (COL)                 | 64.            |

| Asociación Civil Agrupación Virgen de Fátima AFT | Asociación Civil Agrupación Virgen de Fátima AFT | Asociación Civil Agrupación Virgen de Fátima AFT |
| ------------------------------------------------ | ------------------------------------------------ | ------------------------------------------------ |
| Num                                              | Ciclista                                         | Pos                                              |
| 221                                              | Nicolás Naranjo (ARG)                            | DNF-6                                            |
| 222                                              | Daniel Zamora (ARG)                              | 58.                                              |
| 223                                              | Leandro Velardez (ARG)                           | DNF-6                                            |
| 224                                              | Mauro Richeze (ARG)                              | NP-6                                             |
| 225                                              | Adrián Richeze (ARG)                             | DNF-6                                            |
| 226                                              | Alonso Gamero (PER)                              | 86.                                              |

| Illuminate ILU | Illuminate ILU           | Illuminate ILU |
| -------------- | ------------------------ | -------------- |
| Num            | Ciclista                 | Pos            |
| 231            | Simon Pellaud (SUI)      | 59.            |
| 232            | Cameron Piper (USA)      | 84.            |
| 233            | Martin Laas (EST)        | 128.           |
| 234            | Camilo Castiblanco (COL) | 40.            |
| 235            | Connor Brown (USA)       | 75.            |
| 236            | Félix Barón (COL)        | 25.            |

| Orgullo Paisa EOP | Orgullo Paisa EOP         | Orgullo Paisa EOP |
| ----------------- | ------------------------- | ----------------- |
| Num               | Ciclista                  | Pos               |
| 241               | Danny Osorio (COL)        | 9.                |
| 242               | José Tito Hernández (COL) | 94.               |
| 243               | Carlos Quintero (COL)     | 70.               |
| 244               | Edison Muñoz (COL)        | 29.               |
| 245               | Alejandro Serna (COL)     | 47.               |
| 246               | Rafael Montiel (COL)      | 11.               |

| Quick-Step Floors QST | Quick-Step Floors QST     | Quick-Step Floors QST |
| --------------------- | ------------------------- | --------------------- |
| Num                   | Ciclista                  | Pos                   |
| 1                     | Fernando Gaviria (COL)    | 93.                   |
| 2                     | Julian Alaphilippe (FRA)  | 7.                    |
| 3                     | Álvaro Hodeg (COL)        | 116.                  |
| 4                     | Iljo Keisse (BEL)         | 102.                  |
| 5                     | Jhonatan Narváez (ECU)    | 10.                   |
| 6                     | Maximiliano Richeze (ARG) | DNF-5                 |

| Team Sky SKY | Team Sky SKY               | Team Sky SKY |
| ------------ | -------------------------- | ------------ |
| Num          | Ciclista                   | Pos          |
| 11           | Egan Bernal (COL)          | 1.           |
| 12           | Jonathan Castroviejo (ESP) | 57.          |
| 13           | Tao Geoghegan Hart (GBR)   | 53.          |
| 14           | Sebastián Henao (COL)      | 20.          |
| 15           | Sergio Henao (COL)         | 4.           |
| 16           | David López García (ESP)   | 78.          |

| EF Education First-Drapac EFD | EF Education First-Drapac EFD | EF Education First-Drapac EFD |
| ----------------------------- | ----------------------------- | ----------------------------- |
| Num                           | Ciclista                      | Pos                           |
| 21                            | Nathan Brown (USA)            | 66.                           |
| 22                            | Julián Cardona (COL)          | 60.                           |
| 23                            | Hugh Carthy (GBR)             | 18.                           |
| 24                            | Alex Howes (USA)              | 90.                           |
| 25                            | Daniel Felipe Martínez (COL)  | 5.                            |
| 26                            | Rigoberto Urán (COL)          | 3.                            |

| Movistar Team MOV | Movistar Team MOV        | Movistar Team MOV |
| ----------------- | ------------------------ | ----------------- |
| Num               | Ciclista                 | Pos               |
| 31                | Winner Anacona (COL)     | 51.               |
| 32                | Antonio Pedrero (ESP)    | 83.               |
| 33                | Richard Carapaz (ECU)    | 23.               |
| 34                | Víctor de la Parte (ESP) | 80.               |
| 35                | Dayer Quintana (COL)     | 36.               |
| 36                | Nairo Quintana (COL)     | 2.                |

| UnitedHealthcare UHC | UnitedHealthcare UHC        | UnitedHealthcare UHC |
| -------------------- | --------------------------- | -------------------- |
| Num                  | Ciclista                    | Pos                  |
| 41                   | Lucas Sebastián Haedo (ARG) | 97.                  |
| 42                   | Janier Acevedo (COL)        | 87.                  |
| 43                   | Daniel Jaramillo (COL)      | 67.                  |
| 44                   | Serghei Tvetcov (ROU)       | 49.                  |
| 45                   | Gavin Mannion (USA)         | 89.                  |
| 46                   | Jonathan Clarke (AUS)       | 99.                  |

| Androni Giocattoli-Sidermec ANS | Androni Giocattoli-Sidermec ANS | Androni Giocattoli-Sidermec ANS |
| ------------------------------- | ------------------------------- | ------------------------------- |
| Num                             | Ciclista                        | Pos                             |
| 51                              | Alessandro Bisolti (ITA)        | 44.                             |
| 52                              | Raffaello Bonusi (ITA)          | 85.                             |
| 53                              | Mattia Frapporti (ITA)          | 95.                             |
| 54                              | Matteo Malucelli (ITA)          | 122.                            |
| 55                              | Iván Ramiro Sosa (COL)          | 6.                              |
| 56                              | Matteo Spreafico (ITA)          | 121.                            |

| CCC Sprandi Polkowice CCC | CCC Sprandi Polkowice CCC | CCC Sprandi Polkowice CCC |
| ------------------------- | ------------------------- | ------------------------- |
| Num                       | Ciclista                  | Pos                       |
| 61                        | Paweł Bernas (POL)        | 77.                       |
| 62                        | Paweł Franczak (POL)      | 119.                      |
| 63                        | Adrian Kurek (POL)        | 98.                       |
| 64                        | Michał Paluta (POL)       | 63.                       |
| 65                        | Leszek Pluciński (POL)    | 71.                       |
| 66                        | Mateusz Taciak (POL)      | 135.                      |

| Holowesko Citadel HCA | Holowesko Citadel HCA  | Holowesko Citadel HCA |
| --------------------- | ---------------------- | --------------------- |
| Num                   | Ciclista               | Pos                   |
| 71                    | Rubén Companioni (CUB) | 104.                  |
| 72                    | Taylor Eisenhart (USA) | 22.                   |
| 73                    | Bryan Gomez (COL)      | 110.                  |
| 74                    | John Murphy (USA)      | 92.                   |
| 75                    | Brayan Sánchez (COL)   | 82.                   |
| 76                    | Miguel Bryon (USA)     | 124.                  |

| Manzana Postobón MZN | Manzana Postobón MZN        | Manzana Postobón MZN |
| -------------------- | --------------------------- | -------------------- |
| Num                  | Ciclista                    | Pos                  |
| 81                   | Jordan Parra (COL)          | 79.                  |
| 82                   | Juan Sebastián Molano (COL) | 114.                 |
| 83                   | Juan Felipe Osorio (COL)    | 74.                  |
| 84                   | Jetse Bol (NED)             | 43.                  |
| 85                   | Fabio Duarte (COL)          | 15.                  |
| 86                   | Aldemar Reyes Ortega (COL)  | 24.                  |

| Euskadi-Murias EUS | Euskadi-Murias EUS           | Euskadi-Murias EUS |
| ------------------ | ---------------------------- | ------------------ |
| Num                | Ciclista                     | Pos                |
| 91                 | Beñat Txoperena (ESP)        | 54.                |
| 92                 | Ander Barrenetxea (ESP)      | 138.               |
| 93                 | Aitor González Prieto (ESP)  | 113.               |
| 94                 | Sergio Rodríguez Reche (ESP) | 133.               |
| 95                 | Gotzon Udondo (ESP)          | 112.               |

| Bardiani CSF BRD | Bardiani CSF BRD         | Bardiani CSF BRD |
| ---------------- | ------------------------ | ---------------- |
| Num              | Ciclista                 | Pos              |
| 101              | Giovanni Carboni (ITA)   | 65.              |
| 102              | Giulio Ciccone (ITA)     | 31.              |
| 103              | Andrea Guardini (ITA)    | 136.             |
| 104              | Mirco Maestri (ITA)      | 127.             |
| 105              | Paolo Simion (ITA)       | DNF-6            |
| 106              | Alessandro Tonelli (ITA) | 91.              |

| Israel Cycling Academy ICA | Israel Cycling Academy ICA | Israel Cycling Academy ICA |
| -------------------------- | -------------------------- | -------------------------- |
| Num                        | Ciclista                   | Pos                        |
| 111                        | Edwin Ávila (COL)          | 42.                        |
| 112                        | Guillaume Boivin (CAN)     | 62.                        |
| 113                        | Luis Lemus (MEX)           | 61.                        |
| 114                        | Ben Perry (CAN)            | 76.                        |
| 115                        | Mihkel Räim (EST)          | DNF-4                      |
| 116                        | Aviv Yechezkel (ISR)       | 129.                       |

| Burgos-BH BBH | Burgos-BH BBH                 | Burgos-BH BBH |
| ------------- | ----------------------------- | ------------- |
| Num           | Ciclista                      | Pos           |
| 121           | Nicolas Sessler (BRA)         | 55.           |
| 122           | Adrian González Velasco (ESP) | 132.          |
| 123           | Daniel López (ESP)            | 120.          |
| 124           | Igor Merino (ESP)             | 37.           |
| 125           | Victor Langellotti (MON)      | 103.          |
| 126           | Álvaro Robredo (ESP)          | 107.          |

| Colômbia COL | Colômbia COL            | Colômbia COL |
| ------------ | ----------------------- | ------------ |
| Num          | Ciclista                | Pos          |
| 131          | Jarlinson Pantano       | 12.          |
| 132          | Darwin Atapuma          | 33.          |
| 133          | Jhon Anderson Rodríguez | 26.          |
| 134          | Miguel Flórez López     | 28.          |
| 135          | Juan Esteban Arango     | 117.         |
| 136          | Brayan Ramírez          | 105.         |

| Itália ITA | Itália ITA            | Itália ITA |
| ---------- | --------------------- | ---------- |
| Num        | Ciclista              | Pos        |
| 141        | Michele Scartezzini   | 88.        |
| 142        | Francesco Lamon       | 115.       |
| 143        | Davide Viganò         | 123.       |
| 144        | Davide Plebani        | 131.       |
| 145        | Carloalberto Giordani | 130.       |
| 146        | Alessandro Covi       | 106.       |

| Rússia RUS | Rússia RUS        | Rússia RUS |
| ---------- | ----------------- | ---------- |
| Num        | Ciclista          | Pos        |
| 151        | Alexey Kurbatov   | 125.       |
| 152        | Vladislav Kulikov | 126.       |
| 153        | Evgeny Kovalev    | 137.       |
| 154        | Andrey Sazanov    | 139.       |
| 155        | Kirill Bochkov    | DNF-6      |
| 156        | Anton Vorobyev    | 134.       |

| Trevigiani-Phonix-Hemus 1896 UNI | Trevigiani-Phonix-Hemus 1896 UNI | Trevigiani-Phonix-Hemus 1896 UNI |
| -------------------------------- | -------------------------------- | -------------------------------- |
| Num                              | Ciclista                         | Pos                              |
| 161                              | Alessandro Fedeli (ITA)          | 81.                              |
| 162                              | Floryan Arnoult (FRA)            | 101.                             |
| 163                              | Christofer Jurado (PAN)          | 96.                              |
| 164                              | Javier Ignacio Montoya (COL)     | 27.                              |
| 165                              | Manuel Peñalver (ESP)            | DNF-6                            |
| 166                              | Germán Tivani (ARG)              | 118.                             |

| Medellín MED | Medellín MED            | Medellín MED |
| ------------ | ----------------------- | ------------ |
| Num          | Ciclista                | Pos          |
| 171          | Óscar Sevilla (ESP)     | 17.          |
| 172          | Nicolás Paredes (COL)   | 72.          |
| 173          | Omar Mendoza (COL)      | 39.          |
| 174          | Weimar Roldán (COL)     | 108.         |
| 175          | Robinson Chalapud (COL) | 68.          |
| 176          | Jonathan Caicedo (ECU)  | 35.          |

| Bicicletas Strongman Coldeportes BSM | Bicicletas Strongman Coldeportes BSM | Bicicletas Strongman Coldeportes BSM |
| ------------------------------------ | ------------------------------------ | ------------------------------------ |
| Num                                  | Ciclista                             | Pos                                  |
| 181                                  | Aristóbulo Cala (COL)                | 8.                                   |
| 182                                  | Óscar Quiroz (COL)                   | 34.                                  |
| 183                                  | Rubén Acosta (COL)                   | 111.                                 |
| 184                                  | William Muñoz (COL)                  | 109.                                 |
| 185                                  | Eduardo Estrada (COL)                | 69.                                  |
| 186                                  | Jonathan Cañaveral (COL)             | 45.                                  |

| EPM | EPM                       | EPM |
| --- | ------------------------- | --- |
| Num | Ciclista                  | Pos |
| 191 | Juan Pablo Suárez (COL)   | 13. |
| 192 | Freddy Montaña (COL)      | 21. |
| 193 | Ángel Alexander Gil (COL) | 16. |
| 194 | Rodrigo Contreras (COL)   | 30. |
| 195 | Diego Ochoa (COL)         | 19. |
| 196 | Jairo Salas (COL)         | 56. |

| Coldeportes-Zenú ECZ | Coldeportes-Zenú ECZ       | Coldeportes-Zenú ECZ |
| -------------------- | -------------------------- | -------------------- |
| Num                  | Ciclista                   | Pos                  |
| 201                  | Alex Cano (COL)            | 38.                  |
| 202                  | Luis Felipe Laverde (COL)  | 46.                  |
| 203                  | Miguel Ángel Rubiano (COL) | 50.                  |
| 204                  | Alexis Camacho (COL)       | 32.                  |
| 205                  | Dalivier Ospina (COL)      | 52.                  |
| 206                  | Juan Martín Mesa (COL)     | 100.                 |

| GW Shimano GWS | GW Shimano GWS                         | GW Shimano GWS |
| -------------- | -------------------------------------- | -------------- |
| Num            | Ciclista                               | Pos            |
| 211            | José Serpa (COL)                       | 41.            |
| 212            | Walter Pedraza (COL)                   | 48.            |
| 213            | Heiner Parra (COL)                     | 14.            |
| 214            | Juan Pablo Rendón (COL)                | 73.            |
| 215            | Cristian Leandro Tamayo Saavedra (COL) | DNF-6          |
| 216            | Cristhian Talero (COL)                 | 64.            |

| Asociación Civil Agrupación Virgen de Fátima AFT | Asociación Civil Agrupación Virgen de Fátima AFT | Asociación Civil Agrupación Virgen de Fátima AFT |
| ------------------------------------------------ | ------------------------------------------------ | ------------------------------------------------ |
| Num                                              | Ciclista                                         | Pos                                              |
| 221                                              | Nicolás Naranjo (ARG)                            | DNF-6                                            |
| 222                                              | Daniel Zamora (ARG)                              | 58.                                              |
| 223                                              | Leandro Velardez (ARG)                           | DNF-6                                            |
| 224                                              | Mauro Richeze (ARG)                              | NP-6                                             |
| 225                                              | Adrián Richeze (ARG)                             | DNF-6                                            |
| 226                                              | Alonso Gamero (PER)                              | 86.                                              |

| Illuminate ILU | Illuminate ILU           | Illuminate ILU |
| -------------- | ------------------------ | -------------- |
| Num            | Ciclista                 | Pos            |
| 231            | Simon Pellaud (SUI)      | 59.            |
| 232            | Cameron Piper (USA)      | 84.            |
| 233            | Martin Laas (EST)        | 128.           |
| 234            | Camilo Castiblanco (COL) | 40.            |
| 235            | Connor Brown (USA)       | 75.            |
| 236            | Félix Barón (COL)        | 25.            |

| Orgullo Paisa EOP | Orgullo Paisa EOP         | Orgullo Paisa EOP |
| ----------------- | ------------------------- | ----------------- |
| Num               | Ciclista                  | Pos               |
| 241               | Danny Osorio (COL)        | 9.                |
| 242               | José Tito Hernández (COL) | 94.               |
| 243               | Carlos Quintero (COL)     | 70.               |
| 244               | Edison Muñoz (COL)        | 29.               |
| 245               | Alejandro Serna (COL)     | 47.               |
| 246               | Rafael Montiel (COL)      | 11.               |

Convenções:
- AB-N: Abandono na etapa "N"
- FLT-N: Retiro por chegada fora do limite de tempo na etapa "N"
- NTS-N: Não tomou a saída para a etapa "N"
- DES-N: Desclassificado ou expulsado na etapa "N"

## UCI World Ranking
A carreira Colômbia Oro e Paz outorga pontos para o UCI America Tour de 2018 e o UCI World Ranking, este último para corredores das equipas nas categorias UCI WorldTeam, Profissional Continental e Equipas Continentais. As seguintes tabelas mostram o barómetro de pontuação e os 10 corredores que obtiveram mais pontos:
| Posição             | 1.º | 2.º | 3.º | 4.º | 5.º | 6.º | 7.º | 8.º | 9.º | 10.º | 11.º | 12.º | 13.º-15.º | 16.º-25.º |
| Classificação geral | 125 | 85  | 70  | 60  | 50  | 40  | 35  | 30  | 25  | 20   | 15   | 10   | 5         | 3         |
| Por etapa           | 14  | 5   | 3   |     |     |     |     |     |     |      |      |      |           |           |
| Líder               | 3   |     |     |     |     |     |     |     |     |      |      |      |           |           |

| Classificação |                        |                                           |       |       |       |       |
| Posição       | Ciclista               | Equipo                                    | Geral | Etapa | Líder | Total |
| ------------- | ---------------------- | ----------------------------------------- | ----- | ----- | ----- | ----- |
| 1.º           | Egan Bernal            | Sky                                       | 125   | 8     | -     | 133   |
| 2.º           | Nairo Quintana         | Movistar                                  | 85    | 8     | 3     | 96    |
| 3.º           | Rigoberto Urán         | EF Education First-Drapac                 | 70    | 14    | -     | 84    |
| 4.º           | Sergio Henao           | Sky                                       | 60    | 5     | -     | 65    |
| 5.º           | Julian Alaphilippe     | Quick-Step Floors                         | 35    | 14    | 3     | 52    |
| 6.º           | Fernando Gaviria       | Quick-Step Floors                         | -     | 42    | 9     | 51    |
| 7.º           | Daniel Felipe Martínez | EF Education First-Drapac                 | 50    | -     | -     | 50    |
| 8.º           | Iván Ramiro Sosa       | Androni Giocattoli-Sidermec               | 40    | -     | -     | 40    |
| 9.º           | Aristóbulo Cala        | Bicicletas Strongman Colombia Coldeportes | 30    | -     | -     | 30    |
| 10.º          | Danny Osorio           | Orgullo Paisa                             | 25    | -     | -     | 25    |